# Hermann von Wallenrodt
Hermann Ulrich Ernst Adolf von Wallenrodt (* 31. Oktober 1798 in Ohlau; † 2. März 1872 in Barten, Ostpreußen) war ein preußischer Offizier und Landrat im Kreis Stuhm (1853–1858) in der Provinz Preußen. Rittmeister a. D. Wallenrodt war bereits seit 1850 Landratsverweser im selbigen Kreis.